# Медведковский пруд

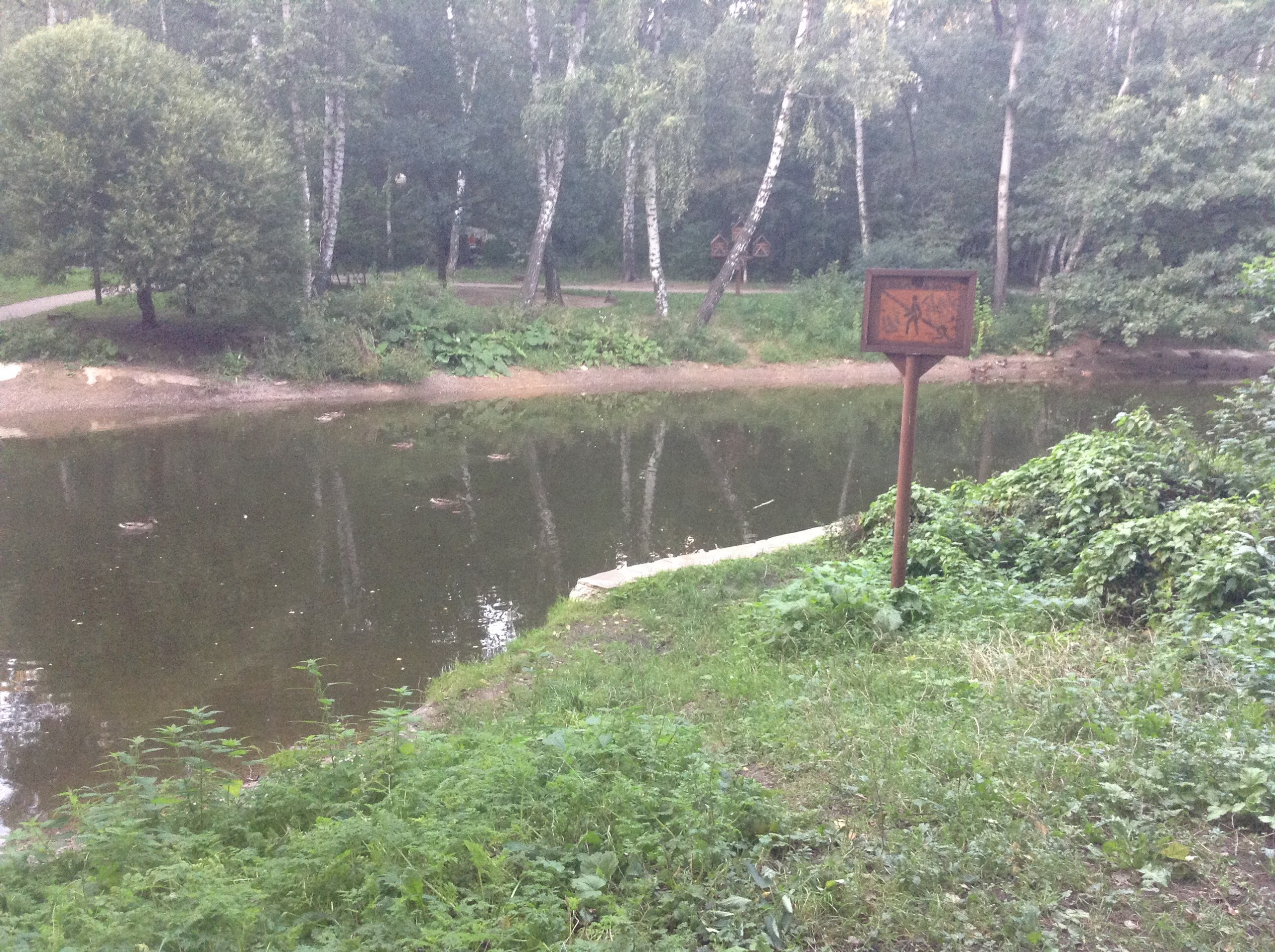
вид на северный берег

Медведковский пруд — пруд на временном водотоке — Райевском ручье в Московском районе Северное Медведково, на территории Медведковского лесопарка, в южной части (возле опушки) лесопарка в берёзовом лесу с примесью дуба и осины.
Общая площадь водоёма 0,2 га (размеры 100 × 20 м, в засушливый период они сокращаются до 60 × 15 м), имеет вытянутую форму (в юго-восточном направлении). На берегах пруда произрастают ракиты.
В верхней части пруда через ложбины пешеходные мостики из камня с металлическими перилами. Пруд — излюбленное место прогулок местных жителей.
Вероятно, появился в годы огородничества, так как вода нужна была для полива. В первом десятилетии XXI века в Медведковском лесопарке было произведено благоустройство территории, в том числе естественные берега пруда были частично заменены габионами, пруд был тогда углублён и почищен, одновременно из пруда исчезли лягушки.
В осенний период уровень воды в пруду сильно падает. Для данного водоёма актуальна проблема мусора.